# Duńska Formuła 4
Duńska Formuła 4 – seria wyścigów samochodowych rozgrywanych w Danii według przepisów Formuły 4.

## Historia
We wrześniu 2016 roku Dansk Automobil Sports Union ogłosił wprowadzenie mistrzostw Formuły 4 w Danii. W inauguracyjnym sezonie kierowcy używali samochodów Mygale-Renault. Sezon liczył siedem rund.

## Mistrzowie
| Sezon | Kierowca             | Zespół           | Samochód              |
| ----- | -------------------- | ---------------- | --------------------- |
| 2017  | Daniel Lundgaard     | Lundgaard Racing | Mygale M14-F4-Renault |
| 2018  | Casper Tobias Hansen | FSP              | Mygale M14-F4-Renault |